# David Prowse
David Charles Prowse (Bristol, 1 de julho de 1935 – Londres, 28 de novembro de 2020) foi um fisiculturista, halterofilista e ator britânico. Ele é mais conhecido por interpretar Darth Vader fisicamente na trilogia original de Star Wars (com a voz do personagem sendo fornecida por James Earl Jones). Antes de seu papel como Vader, Prowse havia se estabelecido como uma figura proeminente na cultura britânica como o primeiro Green Cross Codeman, um personagem usado em publicidade de segurança rodoviária britânica voltada para crianças.

## Primeiros anos
Prowse nasceu em Bristol, Inglaterra, filho de Gladys Burt e Charles Prowse. Ele foi criado no bairro de Southmead, ganhando uma bolsa de estudos para a Bristol Grammar School. Prowse era alto, com 1,98 m de altura, e desenvolveu um interesse pelo fisiculturismo. Entre seus primeiros trabalhos, inclui-se como segurança em um salão de dança, onde conheceu sua futura esposa, e como ajudante na Henleaze Swimming Pool. Após destacar-se no campeonato britânico de pesos-pesados de 1961, ele deixou Bristol em 1963 para trabalhar para uma empresa de levantamento de peso em Londres.

## Carreira

### Halterofilismo e treinamento
Prowse ganhou o campeonato de peso pesado britânico em 1962 e os dois anos seguintes. Ele representou a Inglaterra no evento de levantamento de peso nos Jogos do Império Britânico e da Commonwealth de 1962 em Perth, Austrália Ocidental.
Ele ajudou a treinar Christopher Reeve para o papel de Superman no filme de 1978 e suas sequências depois de fazer lobby pelo papel. Em uma entrevista na televisão, ele relatou como sua resposta ao ser falado "encontramos nosso Superman" foi "muito obrigado". Só então ele foi informado de que Reeve havia sido escolhido para o papel e que ele deveria ser apenas um treinador. Ele também treinou Cary Elwes para o papel de Westley em The Princess Bride, de 1987.
Prowse também se tornou consultor de fitness da Harrods, virou treinador pessoal de muitas celebridades e abriu uma série de ginásios, notavelmente o Dave Prowse Fitness Center em Londres.

### Como ator

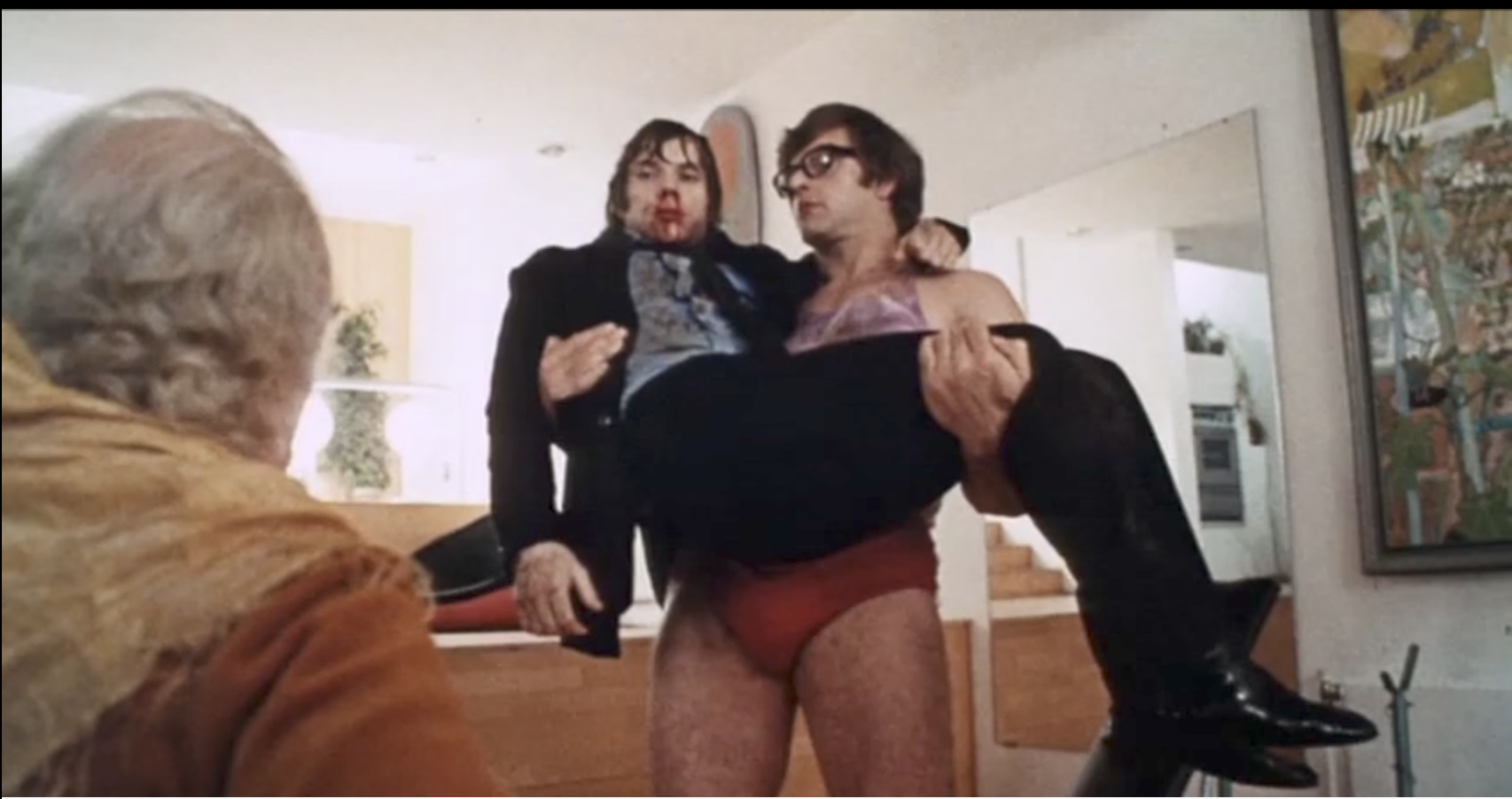
Prowse como Julian segurando Alex (Malcolm McDowell) em Laranja Mecânica (1971)

No Reino Unido, Prowse é conhecido como o Green Cross Code Man, um super-herói inventado para promover uma campanha britânica de segurança rodoviária para crianças em 1975. Como resultado de sua associação com a campanha, que decorreu entre 1971 e 1990, ele recebeu o prêmio da Ordem do Império Britânico em 2000.
Ele teve um papel como o guarda-costas de F. Alexander, Julian, no filme Laranja Mecânica, de 1971, no qual ele foi notado pelo futuro diretor de Star Wars, George Lucas. Ele interpretou um homem forte do circo em 1972 em Vampire Circus, um minotauro em 1972 na série Doctor Who episódio "The Time Monster" e um androide chamado Copper em The Tomorrow People em 1973. Ele apareceu em um episódio de Space: 1999, "The Beta Cloud", em 1976 pouco antes de ser escalado como Darth Vader. Naquela época, ele apareceu como o Red Herring Knight no filme de Terry Gilliam, Jabberwocky (1977) e foi cotado para interpretar Minoton em Sinbad and the Eye of the Tiger — mas o papel ficou com Peter Mayhew.
Ele teve um pequeno papel como guarda-costas de Hotblack Desiato na adaptação da BBC de The Hitchhiker's Guide to the Galaxy. Ele apareceu na primeira série de Ace of Wands na LWT e como guarda-costas na versão cinematográfica de Callan. Ele interpretou Charles, o lutador do duque, na produção shakespeariana de As You Like It, da BBC Television, em 1978.
Prowse participou de três filmes como o Monstro de Frankenstein: Casino Royale, O Horror de Frankenstein e Frankenstein and the Monster from Hell.
Prowse fez duas aparições sem créditos no The Benny Hill Show. No primeiro show de Hill para a Thames Television, em 1969, ele interpretou um homem musculoso vestido com um short na esquete "Ye Olde Wishing Well" e em 1984 ele mostrou seus músculos em uma esquete relacionada à canção "Stupid Cupid". A rotina anterior também foi apresentada no filme de 1974, The Best of Benny Hill, no qual ele foi creditado.
Entre seus muitos papéis sem falas, Prowse desempenhou um importante papel de orador em "Portrait of Brenda", o penúltimo episódio de The Saint transmitido em 1969.
Prowse afirmou em entrevistas que chegou perto de ser escalado como Jaws em James Bond (papel que acabou indo para Richard Kiel) e foi cogitado ao papel principal em Conan the Barbarian antes de Arnold Schwarzenegger.
Em maio de 2010, ele interpretou Frank Bryan em The Kindness of Strangers, um filme britânico independente produzido pela Queen Bee Films. O filme foi exibido no Festival de Cinema de Cannes de 2010.

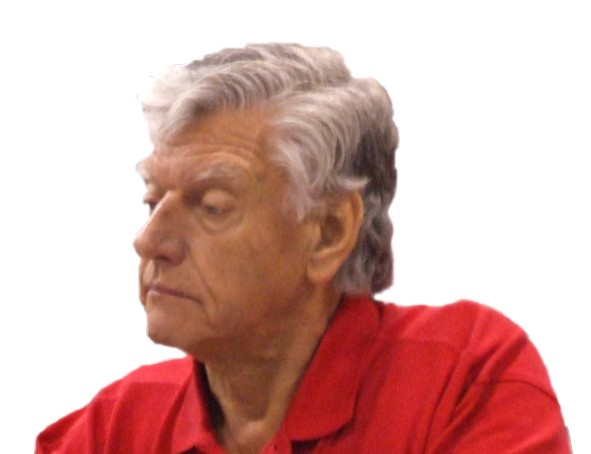
Prowse em 2007

#### Star Wars
Prowse representou a forma física de Darth Vader na trilogia original de Star Wars. Originalmente, Lucas tinha a intenção de usar Orson Welles para a voz de Vader (depois de decidir por não usar a voz de Prowse, por conta de seu sotaque do sudoeste da Inglaterra, que levou o resto do elenco a dar-lhe o apelido de "Darth Farmer" ("Darth Fazendeiro"). Depois de concluir que a voz de Welles seria muito reconhecível, ele escolheu o menos conhecido James Earl Jones. Após a morte de Prowse, Lucas comentou:
David trouxe uma fisicalidade para Darth Vader que foi essencial para o personagem. Ele fez Vader sair do papel e ir para as telonas, com uma estatura imponente e performance de movimento para combinar com a intensidade e a presença de Vader. David estava pronto para tudo e contribuiu para o sucesso do que se tornaria uma figura memorável e trágica.
  Prowse afirma que originalmente ele seria visto e ouvido no final de Star Wars: Episode VI – Return of the Jedi quando a máscara de Vader foi removida. Em vez disso, o ator Sebastian Lewis Shaw foi usado. Durante as gravações de O Império Contra-Ataca, muito mistério foi feito acerca da revelação de que Vader era pai de Luke. Como o resto do elenco, Prowse—que falou todos os diálogos de Vader durante o filme—recebeu uma página falsa em que o diálogo revelador era "Obi-Wan matou seu pai." Nas cenas de luta com sabre de luz entre Vader e Luke Skywalker (Mark Hamill), Prowse, que não era um espadachim muito habilidoso (ele quebrava os polos que representavam os sabres de luz), foi substituído pelo coreógrafo de luta da cena, o dublê e treinador de esgrima Bob Anderson. Prowse sentiu-se marginalizado por Anderson durante a realização de Return of the Jedi em particular e alega que ele só foi capaz de convencer o diretor Richard Marquand de que ele deveria ser o único a jogar o Imperador fora da varanda após Marquand ter tentado e falhado por uma semana filmar a cena com sucesso sem ele.
Prowse reprisou seu papel como Darth Vader para os videojogos Star Wars: The Interactive Video Board Game (1996) e Monopoly Star Wars (1997).
Em 1999, haviam rumores de que ladrões teriam invadido a casa de Prowse e roubado o sabre de luz que ele usou na trilogia Star Wars e vários de seus outros pertences. No entanto, após uma entrevista com Prowse em 4 de maio de 2007, ele disse que o "sabre de luz" era na verdade um brinquedo e não um objeto original. Ele explicou que a história que a imprensa contava sobre o arrombamento se concentrava no suposto "sabre de luz" e não nas joias e outros objetos de valor. Ele disse ainda que nunca recebeu nenhum dos adereços dos filmes de Star Wars.
Prowse continuou a associar-se ao seu papel nos filmes Star Wars e participou de várias convenções. Apesar disso, ele não foi incluído em algumas reuniões do elenco original, como as do documentário Empire of Dreams e a capa da Vanity Fair de 2005. Em julho de 2007, Prowse se juntou a muitos outros atores dos filmes de Star Wars para o primeiro evento de celebração de Star Wars realizado fora dos Estados Unidos. Foi dirigido pela Lucasfilm Ltd. e pelo Grupo Cards Inc., no Centro de Exposições ExCeL em Londres. A ocasião foi para marcar o trigésimo aniversário de Star Wars. Em 2008, ele foi um dos membros do elenco de Bring Back Star Wars. No filme, Prowse comentou que ele teve uma disputa com George Lucas depois que ele supostamente vazou relatos da morte de Darth Vader para a imprensa. Prowse havia sugerido anteriormente que Vader poderia ser o pai de Luke Skywalker em um discurso que ele deu na Universidade da Califórnia em Berkeley em 1978. No entanto, isso foi logo após o lançamento de Star Wars e quase dois anos antes de Star Wars: O Império Contra-Ataca (que ele considera seu favorito da trilogia) ser lançado e o roteiro nem sequer tinha sido escrito na época. Gary Kurtz, o produtor de O Império Contra-Ataca, disse no documentário de 2015 I Am Your Father que o aparente spoiler de Prowse era simplesmente "um bom palpite". Em julho de 2010, Prowse foi proibido por George Lucas de participar das convenções oficiais de Star Wars. Lucas teria dado a Prowse nenhuma razão, além de afirmar que ele "queimou muitas pontes" entre a Lucasfilm e ele próprio.
Ao ser entrevistado por Kevin Moore do Moore Show Prime Time, ele admitiu que não gostava da trilogia prequela e afirmou que os novos filmes estavam "fora de contexto" em termos de efeitos especiais em comparação com a trilogia original.
A partir de 2002, Prowse passou a ser membro e líder honorário da 501st Legion, um grupo de fãs dedicado ao figurino de Star Wars. Ele fez uma participação especial nos filmes de fãs Ordem dos Sith: Vingança e sua sequência Downfall - Ordem dos Sith, ao lado de Jeremy Bulloch e Michael Sheard. Esses filmes de fãs foram feitos na Grã-Bretanha em apoio à caridade Save the Children.
Prowse afirma que seu contrato para Return of the Jedi incluiu uma parte dos lucros do filme, e embora tenha arrecadado 475 milhões de dólares com um orçamento de 32 milhões de dólares, Prowse explicou em uma entrevista em 2009 que ele nunca recebeu resíduos por sua performance. Devido à "contabilidade de Hollywood", os lucros reais são enviados como "taxas de distribuição" para o estúdio, não deixando nada para distribuir aos outros.
Um documentário espanhol de 2015, do cineasta Marcos Cabotá, intitulado I Am Your Father, detalha a vida atual de Prowse e seu mal-entendido com a LucasFilm, que o documentário sugere não ser justificável. Os vazamentos apresentados no documentário se originaram de um técnico que trabalhava nos filmes.

### Associações notáveis e relações públicas

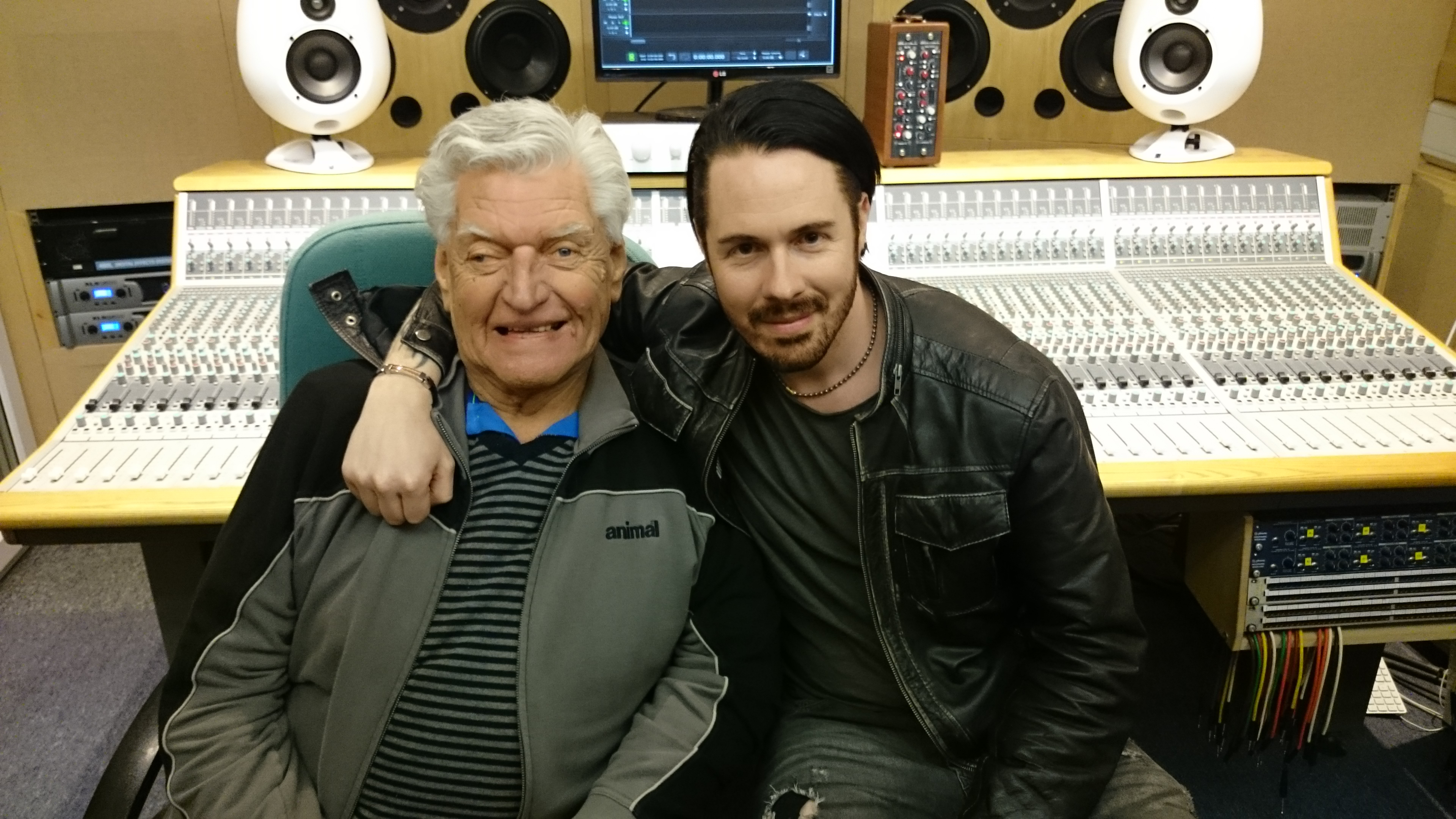
Dave Prowse e Jayce Lewis em 2015

Em janeiro de 2009, Prowse começou uma amizade com o músico Jayce Lewis. Notavelmente, sua amizade próxima anos depois se desenvolveu em todos os aspectos de negócios e gestão.
Em 1 de outubro de 2015, Lewis criou um mini documentário intitulado The Force's Mouth, dando a Prowse a chance de finalmente ouvir sua voz como Darth Vader.

### Aposentadoria
Em outubro de 2016, Prowse anunciou sua aposentadoria de todas as aparições públicas e eventos, atribuindo posteriormente a decisão de problemas de saúde e desejos de sua família. Uma aparição final foi anunciada mais tarde e filmada com o músico galês e amigo de longa data Jayce Lewis em um vídeo de ficção científica intitulado "Shields".

## Vida pessoal
Prowse foi casado desde 1963 com Norma E. Scammell, com quem teve três filhos. Ele era torcedor do Bristol Rugby Club. Morava em Croydon, no sul de Londres, desde 1963.
Em 2009, Prowse declarou publicamente seu apoio ao Partido da Independência do Reino Unido (UKIP) nas eleições de 2009 para o Parlamento Europeu. Ele comentou: "olhei para a direita, para a esquerda e para a direita novamente e o único partido em que posso votar com segurança é o UKIP" e "tenho duas mensagens para quem está pensando em votar. Primeiro, pare, olhe e ouça para o que está sendo dito. Somente o UKIP está realmente nos dizendo a verdade sobre a União Europeia e por que precisamos deixá-la. Segundo, que o 4 de junho (data da eleição) esteja com você". Em 2015, ele apoiou Nicola Sturgeon.
Em 2011, Prowse escreveu e publicou sua autobiografia Straight from the Force's Mouth.

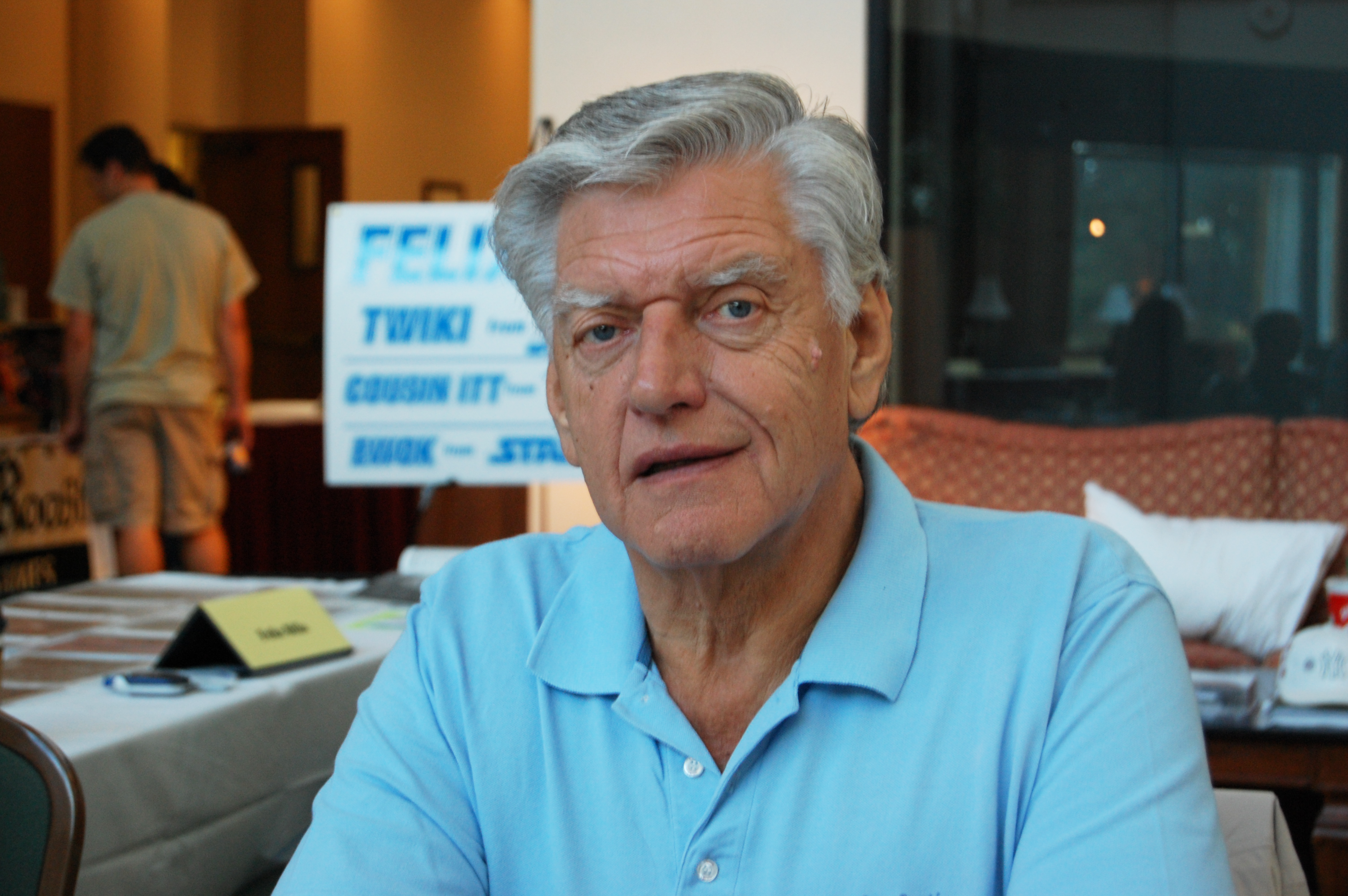
David Prowse na Mountain-Con em 2007

### Problemas de saúde e morte
Prowse sofreu de artrite durante grande parte de sua vida. Isso levou à substituição de ambos os quadris e tornozelo, bem como várias cirurgias de revisão em suas substituições de quadril. Sintomas artríticos de Prowse apareceram pela primeira vez aos treze anos, mas aparentemente desapareceram quando ele assumiu o levantamento de peso competitivo. No entanto, eles reapareceram em 1990. Ele trabalhou em várias organizações de apoio a pessoas com artrite no Reino Unido e foi vice-presidente da Associação de Deficientes Físicos.
Em março de 2009, Prowse revelou que estava sofrendo de câncer de próstata e foi submetido a radioterapia desde o início de 2009 no Royal Marsden Hospital, no sul de Londres. Ele descobriu que tinha câncer após sua participação em um evento com ajuda de uma instituição de caridade de câncer de próstata, onde um representante da instituição perguntou se, como homem com mais de cinquenta anos, ele já havia feito o teste de PSA. A conversa permaneceu em sua mente, e em uma futura visita a um clínico geral, ele solicitou o exame de sangue que levou ao diagnóstico. Ainda em 2009, ele comunicou estar curado da doença.
Em novembro de 2014, o Daily Mirror informou que Prowse tinha demência. No entanto, o próprio Prowse negou isso, admitindo, em vez disso, ter problemas com sua memória, que ele atribuiu à idade.
Prowse morreu em um hospital de Londres em 28 de novembro de 2020, aos 85 anos, de COVID-19. Em dezembro do mesmo ano, uma figura de Darth Vader foi posta no local onde antes ficava a estátua de Edward Colston em Bristol, Inglaterra, como tributo a Prowse.

## Prêmios e honrarias
Prowse foi nomeado membro da Ordem do Império Britânico (MBE), por seus serviços prestados à caridade e à segurança no trânsito, nas honras do ano novo de 2000.

## Filmografia
| Ano  | Título                                         | Papel                       | Notas                        | Ref.    |
| ---- | ---------------------------------------------- | --------------------------- | ---------------------------- | ------- |
| 1967 | Casino Royale                                  | Monstro de Frankenstein     | Não creditado                | [ 10 ]  |
| 1968 | Hammerhead                                     | George                      |                              | [ 99 ]  |
| 1970 | The Horror of Frankenstein                     | Monstro de Frankenstein     |                              | [ 26 ]  |
| 1971 | Up Pompeii                                     | Homem musculoso             | Não creditado                | [ 100 ] |
| 1971 | Up the Chastity Belt                           | Sir Grumbel                 |                              | [ 101 ] |
| 1971 | Carry On Henry                                 | Torturador                  |                              | [ 102 ] |
| 1971 | Laranja Mecânica                               | Julian                      |                              | [ 103 ] |
| 1972 | Vampire Circus                                 | Homem musculoso             |                              | [ 104 ] |
| 1972 | Doctor Who                                     | Minotauro                   | Episódio: "The Time Monster" | [ 105 ] |
| 1973 | Black Snake                                    | Jonathan Walker             |                              | [ 106 ] |
| 1973 | White Cargo                                    | Harry                       |                              | [ 107 ] |
| 1974 | Frankenstein and the Monster from Hell         | Monstro de Frankenstein     |                              | [ 25 ]  |
| 1974 | Callan                                         | Arthur                      |                              | [ 108 ] |
| 1976 | Space: 1999                                    | Criatura                    | Episódio: "The Beta Cloud"   | [ 109 ] |
| 1977 | Star Wars: Episódio IV – Uma Nova Esperança    | Darth Vader                 | Dublado por James Earl Jones | [ 110 ] |
| 1977 | Jabberwocky                                    | Red Herring e Black Knights |                              | [ 111 ] |
| 1977 | The People That Time Forgot                    | Executor                    |                              | [ 112 ] |
| 1978 | As You Like It (BBC Television Shakespeare)    | Charles                     | Creditado como Dave Prowse   | [ 113 ] |
| 1980 | Star Wars: Episódio V – O Império Contra-Ataca | Darth Vader                 | Dublado por James Earl Jones | [ 114 ] |
| 1983 | Star Wars: Episode VI – Return of the Jedi     | Darth Vader                 | Dublado por James Earl Jones | [ 115 ] |
| 2004 | Saving Star Wars                               | Ele mesmo                   |                              | [ 13 ]  |
| 2006 | Perfect Woman                                  | Maurice Hawkins             |                              | [ 116 ] |
| 2010 | The Kindness of Strangers                      | Frank Bryan                 |                              | [ 117 ] |
| 2015 | Elstree 1976                                   | Ele mesmo                   |                              | [ 118 ] |
| 2015 | I Am Your Father                               | Ele mesmo                   |                              | [ 11 ]  |
| 2015 | The Force's Mouth                              | Ele mesmo                   | Documentário                 | [ 119 ] |
| 2017 | Jayce Lewis – "Shields"                        |                             | Videoclipe musical           | [ 120 ] |